# Трастузумаб дерукстекан
Трастузумаб дерукстекан (англ. Trastuzumab deruxtecan), що продається під торговою маркою «Енгерту» — кон'югат антитіла з лікарським засобом, що складається з гуманізованого моноклонального антитіла трастузумабу, ковалентно зв'язаного з інгібітором топоізомерази I дерукстеканом (похідним ексатекану). Препарат ліцензований для лікування раку молочної залози або аденокарциноми шлунка чи гастроезофагеальної аденокарциноми. Трастузумаб зв'язується з рецептором епідермального фактора росту 2 (HER2/neu), та блокує його передачу сигналів на ракові утворення, які залежать від нього для росту. Крім того, після зв'язування з рецепторами HER2 антитіло інтерналізується клітиною, несучи разом із собою зв'язаний дерукстекан, де воно перешкоджає здатності клітини вносити структурні зміни в ДНК та реплікувати свою ДНК під час поділу клітин, що призводить до пошкодження ДНК у момент, коли клітина намагається реплікуватися, руйнуючи клітину.
Трастузумаб дерукстекан був схвалений для медичного застосування в США в грудні 2019 року, в Японії в березні 2020 року, в Європейському Союзі в січні 2021 року, та в Австралії в жовтні 2021 року. Це перша схвалена FDA, спрямована на осіб з підгрупою раку молочної залози HER2-низького підтипу HER2-негативного раку молочної залози.

## Медичне використання
Трастузумаб дерукстекан показаний для лікування дорослих з неоперабельним (неможливим для видалення хірургічним шляхом) або метастатичним (коли ракові клітини поширюються на інші частини тіла) HER2-позитивним раком молочної залози, які раніше отримували 2 або більше режимів лікування на основі HER2 при метастатичному ураженні, а також дорослих з місцево-поширеною або метастатичною HER2-позитивною аденокарциномою шлунка або гастроезофагеального переходу, які раніше отримували режим лікування на основі трастузумабу.
У травні 2022 року FDA розширило показання, включивши до них лікування дорослих з неоперабельним або метастатичним HER2-позитивним раком молочної залози, які попередньо отримали анти-HER2-терапію або при метастатичному раку, або в неоад'ювантному чи ад'ювантному режимі, і у яких розвинувся рецидив захворювання під час або протягом 6 місяців після завершення терапії.
У серпні 2022 року FDA розширило показання до застосування препарату, включивши до них лікування неоперабельного або метастатичного раку молочної залози з низьким рівнем HER2. У квітні 2024 року FDA розширило показання до застосування препарату, включивши лікування неоперабельних або метастатичних HER2-позитивних (IHC3+) солідних пухлин у дорослих, які отримували попереднє системне лікування та не мають задовільних альтернативних варіантів лікування.

## Побічні ефекти та обрамлене застереження
Найпоширенішими побічними ефектами є нудота, швидка втомлюваність, блювання, алопеція, запор, зниження апетиту, анемія, нейтропенія, діарея, лейкопенія, кашель та тромбоцитопенія. Інформація про призначення трастузумабу дерукстекану містить обрамлене застереження про ризик інтерстиційного захворювання легень (група захворювань легень, що спричиняють рубцювання тканин легень) та ембріофетальної токсичності. При застосуванні трастузумабу дерукстекану повідомлялося про випадки інтерстиціального захворювання легень та пневмоніту, включаючи випадки, що призвели до смерті.

## Історія
FDA схвалило трастузумаб дерукстекан на основі результатів одного клінічного дослідження, в якому взяли участь 184 жінки з HER2-позитивним, неоперабельним та/або метастатичним раком молочної залози, які попередньо отримали 2 або більше анти-HER2-терапії при метастатичному раку. Ці учасниці отримували інтенсивне попереднє лікування при метастатичному раку, отримуючи від 2 до 17 видів терапії перед початком лікування трастузумабом дерукстеканом. Учасниці клінічного дослідження отримували трастузумаб дерукстекан кожні 3 тижні, а візуалізацію пухлини проводили кожні 6 тижнів. Загальний рівень відповіді становив 60,3 %, що відображає відсоток учасників, у яких спостерігалося певне зменшення пухлини з медіанною тривалістю відповіді 14,8 місяців.
Ефективність оцінювали у багатоцентровому, відкритому, рандомізованому дослідженні (DESTINY-Gastric01, NCT03329690) за участю учасників з HER2-позитивною місцево-поширеною або метастатичною аденокарциномою шлунка чи гастроезофагеального переходу, у яких спостерігалася прогресія захворювання щонайменше на 2 попередніх режимах лікування, включаючи трастузумаб, фторпіримідинову та платиновмісну хіміотерапію. Загалом 188 учасників були рандомізовані (2:1) для отримання трастузумабу дерукстекану 6,4 мг/кг внутрішньовенно кожні 3 тижні або на вибір лікаря монотерапії іринотеканом або паклітакселом.
Ефективність базувалася на результатах DESTINY-Breast03 (NCT03529110), багатоцентрового, відкритого, рандомізованого дослідження, в якому взяли участь 524 учасниці з HER2-позитивним, неоперабельним та/або метастатичним раком молочної залози, які попередньо отримували трастузумаб і таксанову терапію з приводу метастатичного захворювання або у яких розвинувся рецидив захворювання під час або протягом 6 місяців після завершення неоад'ювантної або ад'ювантної терапії. Учасниці були рандомізовані у співвідношенні 1:1 для отримання трастузумабу дерукстекану або трастузумабу емтанзину внутрішньовенно кожні 3 тижні до появи неприйнятної токсичності або прогресування захворювання. Рандомізацію стратифікувалася за статусом гормональних рецепторів, попереднім лікуванням пертузумабом та історією вісцеральних захворювань.
FDA схвалило трастузумаб дерукстекан для лікування раку молочної залози з низьким рівнем HER2 на основі DESTINY-Breast04, рандомізованого, багатоцентрового, відкритого клінічного дослідження, в якому взяли участь 557 дорослих учасників з неоперабельним або метастатичним раком молочної залози з низьким рівнем HER2. Дослідження включало дві когорти: 494 учасники з позитивним рівнем гормональних рецепторів (HR+) та 63 учасники з негативним рівнем гормональних рецепторів (HR-). З цих учасників 373 випадковим чином отримували трастузумаб дерукстекан внутрішньовенно кожні 3 тижні, а 184 випадковим чином отримували хіміотерапію на вибір лікаря (ерибулін, капецитабін, гемцитабін, наб-паклітаксел або паклітаксел). Результати показали покращення як виживання без прогресування, так і загального виживання у людей з неоперабельним або метастатичним раком молочної залози з низьким рівнем HER2.
У вересні 2023 року Національний інститут здоров'я і досконалості допомоги Великої Британії опублікував рекомендації про те, що він не рекомендуватиме використання трастузумабу дерукстекану для лікування раку молочної залози з низьким HER2-індексом Національною службою охорони здоров'я Великої Британії, посилаючись на те, що вартість препарату є занадто високою порівняно з його перевагами. Після переговорів з виробниками препарату «AstraZeneca» та «Daiichi Sankyo», Національна служба охорони здоров'я не змогла домовитися про постачання за ціною, яку вважала прийнятною, і в березні 2024 року оголосила, що лікування не буде доступним для пацієнтів служби охорони здоров'я. Близько 1000 пацієнтів у Великій Британії мали б право на безкоштовне лікування, якби постачання було домовлено. Однак препарат у грудні 2023 року був схвалений Шотландським консорціумом лікарських засобів для використання службою охорони здоров'я Шотландії. Трастузумаб деруксетекан залишається фінансованим для пацієнтів з HER2-позитивним запущеним раком молочної залози.

## Суспільство та культура

### Правовий статус
FDA схвалило трастузумаб дерукстекан у грудні 2019 року. Заявка на трастузумаб дерукстекан отримала прискорене схвалення, статус прискореного препарату та статус проривної терапії. FDA надало схвалення препарату «Енгерту» компанії «Daiichi Sankyo».
У грудні 2020 року комітет з лікарських засобів для людини Європейського агентства з лікарських засобів ухвалив позитивний висновок, рекомендуючи видати умовне реєстраційне посвідчення на лікарський засіб «Енгерту», призначений для лікування метастатичного HER2-позитивного раку молочної залози. Трастузумаб дерукстекан було розглянуто в рамках прискореної програми оцінки Європейського агентства з лікарських засібів. Заявником на цей лікарський засіб стало «Daiichi Sankyo Europe GmbH». Трастузумаб дерукстекан було схвалено для медичного застосування в Європейському Союзі в січні 2021 року.
У січні 2021 року FDA прискорено схвалило трастузумаб дерукстекан для лікування дорослих з місцево-поширеною або метастатичною HER2-позитивною аденокарциномою шлунка або гастроезофагеальної пухлиною, які раніше отримували схему лікування на основі трастузумабу.
У жовтні 2021 року Австралійське управління терапевтичних товарів схвалило трастузумаб дерукстекан для попередньої реєстрації, призначений для лікування дорослих з неоперабельним або метастатичним HER2-позитивним раком молочної залози, які отримали два або більше попередніх режимів лікування на основі HER2.